# Oleg Tverdovskij
Oleg Fëdorovič Tverdovskij (in russo Олег Федорович Твердовский?; Donec'k, 18 maggio 1976) è un ex hockeista su ghiaccio russo.

## Palmarès

### Olimpiadi invernali
- 1 medaglia:
  - 1 bronzo (Salt Lake City 2002)

### Mondiali
- 1 medaglia:
  - 1 oro (Svizzera 2009)